# Charlie Tully
Charles Patrick „Charlie“ Tully (* 11. Juli 1924 in Belfast; † 27. Juli 1971 ebenda) war ein nordirischer Fußballspieler.

## Karriere
Berühmt wurde er beim Glasgower Serienmeister Celtic Glasgow aus Schottland.
Tully wechselte am 28. Juni 1948 zu den Schotten, als er Belfast Celtic (1944–1948), den nordirischen Ableger der Glasgower, verließ, nachdem diese vom Ligaverband zur Auflösung gezwungen wurden. Sein Debüt für die „Bhoys“ feierte er beim 0:0 am 14. August 1948 gegen Morton. Er bestritt in 11 Saisons für Celtic insgesamt 319 Spiele mit 47 Treffern.
Bei einem 3:1-Heimsieg gegen den ewigen Ortsrivalen Rangers wurde er nach großartiger Leistung eine Kultfigur bei den Anhängern, was eine „Tullymania“ auslöste. Cocktails, Krawatten und Eissorten wurden in dieser Zeit nach ihm benannt.
Tully wurde kurze Zeit an Stirling Albion ausgeliehen, bevor er im September 1959 Celtic endgültig verließ. Danach war er Spielertrainer bei den Cork Hibernians und trainierte anschließend Bangor City und Portadown.
Auf internationalem Parkett spielte er für Nordirland. Seine wohl bekannteste Partie für die Green & White Army bestritt er, als 1952 beide Treffer beim 2:2 gegen England erzielte, eines von der Eckfahne aus. Dieses Kunststück gelang Tully 1953 erneut, dieses Mal aber zweimal in einer Pokalpartie gegen Falkirk. Tully trat einen Eckball und bugsierte den Ball direkt ins Netz. Der Schiedsrichter nahm an, dass der Ball nicht regulär erzielt sein konnte und wies Tully an, den Eckstoß zu wiederholen mit dem Ergebnis, dass er den Ball wieder direkt versenkte.  
Tully starb in seinem Haus in Belfast am 27. Juli 1971. Die Straßen seines Heimatviertels Falls Road waren gefüllt mit Trauergästen. 